# Los hoes

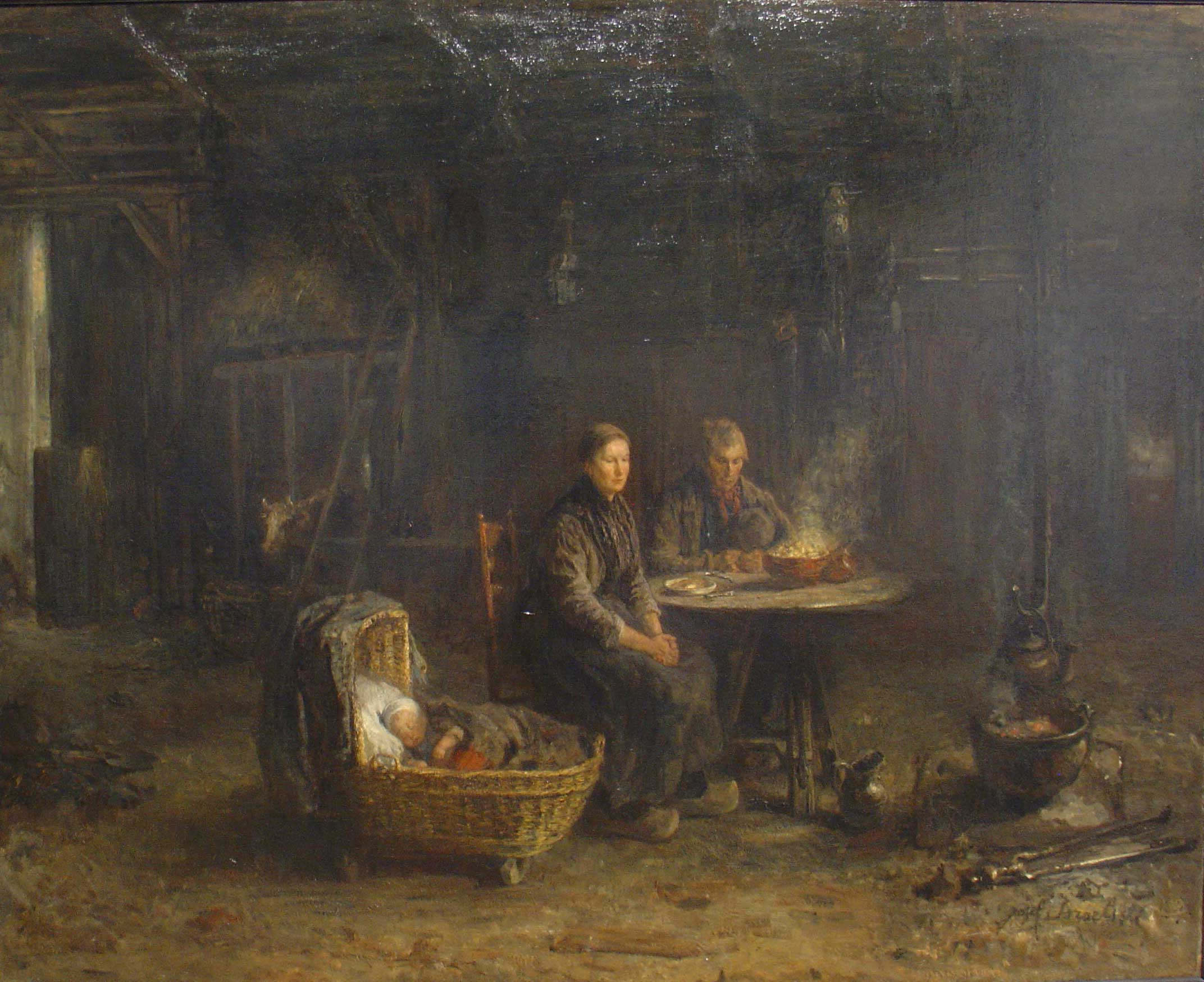
Interieur van een los hoes bij Delden. Schilderij door Jozef Israëls (1824-1911)

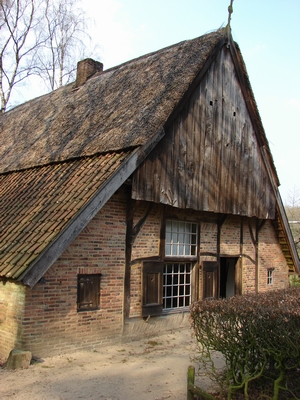
Een los hoes in het Nederlands Openluchtmuseum te Arnhem

Een los hoes (afgeleid van Nedersaksisch lös hoes, meervoud: lösse huze(n)) is een type boerderij van het hallenhuistype, dat vooral in Twente en de Achterhoek voorkwam. In Drenthe en het westen van Overijssel kwamen zulk soort boerderijen ook voor maar onder de naam lös huus. Los hoes betekent open huis: de bewoners en het vee leefden samen onder een dak, in dezelfde ruimte.

## Constructie
Een los hoes heeft een kern van een aantal ankerbalkgebinten. De boerderij heeft een steil sporendak en een houten gevel, vakwerkgevel of wolfseind. In de zijmuren waren kleine raampjes. In de zijbeuken stond het vee in een potstal, die verdiept was aangelegd. De deel was gemaakt van aangestampte leem. De zolder had in het midden een gat: het slop. Door het slop werd de oogst op de zolder gebracht. In het midden van een los hoes of aan de voorgevel was een open vuur. Dit werd gebruikt om te koken en voor de warmte. Oorspronkelijk was er geen schoorsteen; de rook verdween door het slop en de kieren in het dak naar buiten. De rook droogde de oogst op zolder en conserveerde het slachtvlees dat bovenin was opgehangen. De voorkant van een los hoes werd gebruikt als woongedeelte.
Om te voorkomen dat het rieten of strooien dak opwaaide, werd soms op de top van de puntgevel een gevelteken aangebracht. Bij een los hoes bestond dit aan het staleinde vaak uit een paar gestileerde paardenhoofden. Deze werden uitgezaagd uit de elkaar kruisende windveren. Paarden waren voor boeren een belangrijk bezit. Men veronderstelt dat men vroeger geloofde dat dit gevelteken het onheil van de boerderij zou weghouden en geluk en voorspoed zou brengen.

## Geschiedenis
Het los hoes is ontstaan omstreeks 1100. In de eeuwen erna werd het wooncomfort langzaamaan verbeterd. Zo kreeg de los hoes een schoorsteen en werden de ramen vergroot. Enkele ruimten (zoals de waskamer en de melkkamer) werden afgescheiden door een wand. Aan de voorkant werd een apart woonvertrek aangebouwd: de  boavenkamer of endskamer. Hier gingen de oude boer en boerin wonen als hun kinderen de boerderij hadden overgenomen.
Tot in de 19e eeuw werden er nog lösse huze gebouwd. Tegelijkertijd werden er ook al boerderijen met een scheiding tussen deel en woongedeelte gebouwd. De meeste lösse huze verdwenen doordat er een muur geplaatst werd tussen het woongedeelte en het vee.

## Trivia
- In Ootmarsum is openluchtmuseum  't Lös Hoes gevestigd in een los hoes.
- In Hapert is een Jong Nederland vereniging genaamd Los Hoes